# Capri, Bohuslän
Capri är en semesteranläggning strax nordväst om Strömstad. Anläggningen invigdes 1978 och består av 89 andelshus. I anläggningen ingår två tennisbanor, en barnpool, en vanlig pool, dam- och herrbastu, en minigolfbana och en brygga med 6 motorbåtar för uthyrning. I anslutning till byggnaderna finns en relativt stor sandstrand. Runt anläggningen finns det ett antal spår där man kan springa eller gå.
Intill anläggningen finns Capri naturreservat. I området finns, efter Ledsund, en av Sveriges västligaste fastlandspunkter.

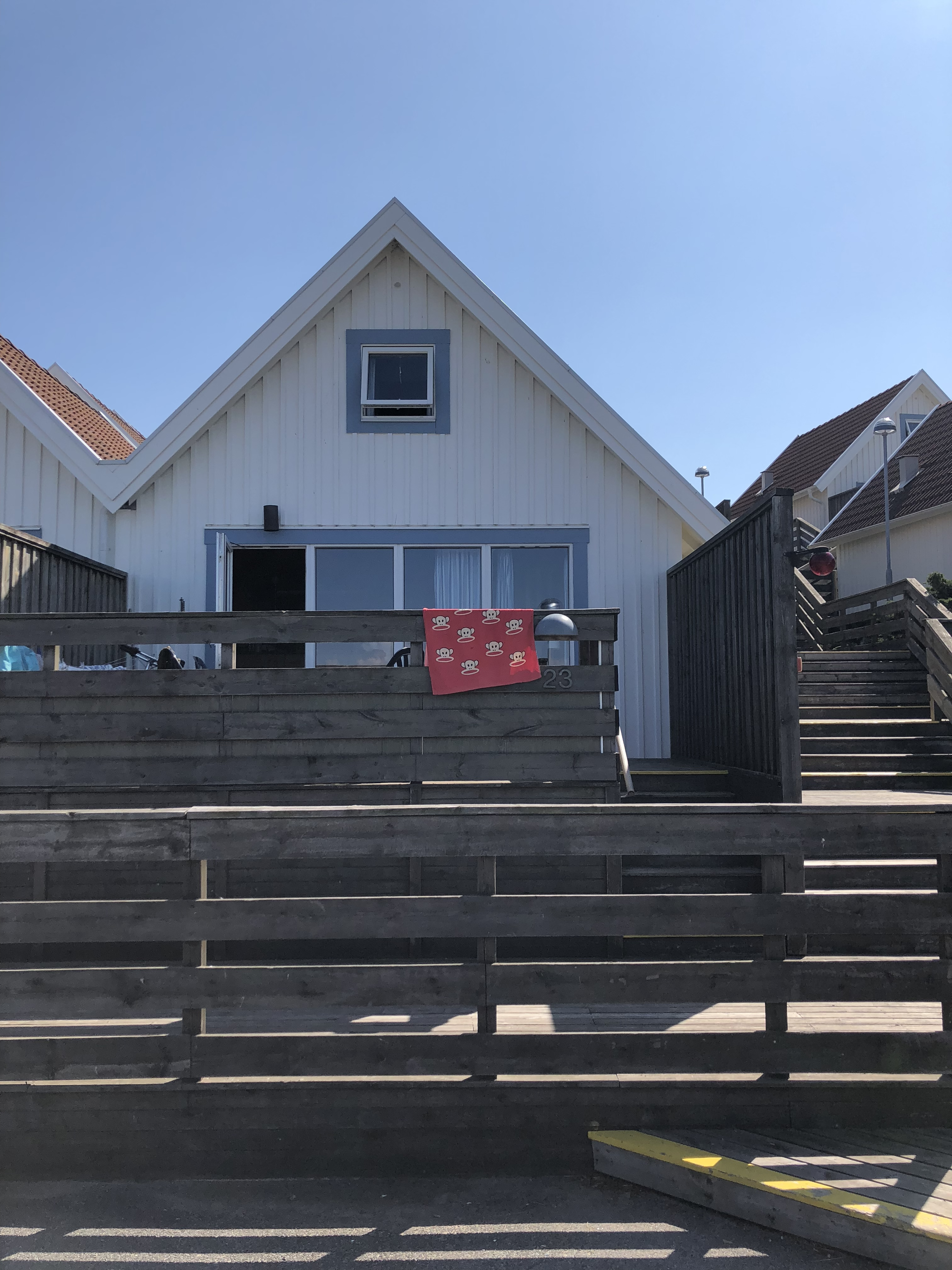
Stuga i Brf Capri
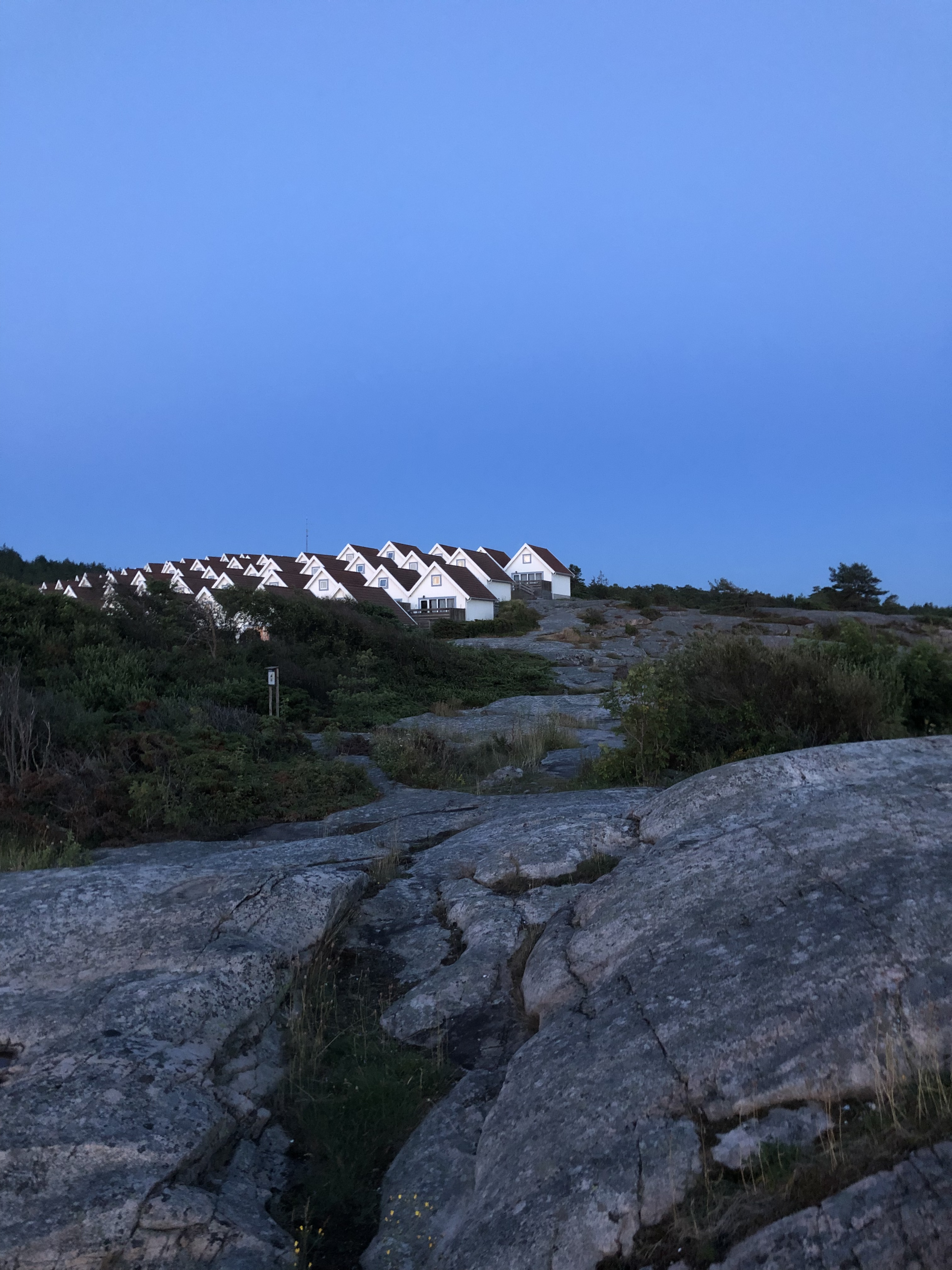
Stugorna på Capri sedda från klipporna